# 鹿児島県立出水工業高等学校
鹿児島県立出水工業高等学校（かごしまけんりつ いずみこうぎょうこうとうがっこう）は、鹿児島県出水市に所在する公立の工業高等学校。

## 設置学科
全日制の課程
- 電気科（工業に関する学科）
- 建築科（工業に関する学科）
- 電子機械科（工業に関する学科）
- 機械電気科（工業に関する学科）

## 沿革
- 1929年（昭和4年）
  - 4月 - 鹿児島県出水町立出水実業学校創設。
  - 6月 - 農学校令による鹿児島県出水実業学校認可される。
- 1932年（昭和7年）4月 - 実業学校女子部設置。
- 1947年（昭和22年）4月 - 鹿児島県に移管鹿児島県立出水実業学校と改称。
- 1948年（昭和23年）4月 - 鹿児島県立出水高等学校第1部と改称。
- 1949年（昭和24年）4月 - 鹿児島県立出水実業高等学校と改称。
- 1952年（昭和27年）4月 - 農業科女子部廃止、家庭科設置。
- 1961年（昭和36年）4月 - 化学工業科新設（後、工業化学科に改称）、農業科募集廃止。
- 1962年（昭和37年）4月 - 機械科新設（後、電子機械科に改称）。
- 1963年（昭和38年）4月 - 電機科新設、家庭科募集廃止。鹿児島県立出水工業高等学校と改称。

## 周辺
- 鹿児島県立出水高等学校
- 出水中央高等学校
- 出水市立西出水小学校

## アクセス
- 肥薩おれんじ鉄道西出水駅

## 出身有名人
- 川元文太 - お笑い芸人（ダブルブッキング）
- 淵上誠 - 元プロボクサー（第54代日本ミドル級王者、第43代・第44代OPBF東洋太平洋ミドル級王者）
- 下田真生 - お笑い芸人（コウテイ）
- 野村龍之介 - お笑い芸人（あさかぜ)